# 레반테 FC
레반테 푸트볼 클루브(스페인어: Levante Football Club, 레반테 축구단)는 스페인의 발렌시아를 연고로 했던 축구 구단이다. 이 구단은 현 레반테 우니온 데포르티바의 두 전신 중 하나이다.

## 역사
이 구단은 1909년에 "레반테 축구단"(Levante Football Club)의 명칭으로 창단되었다. 1939년, 레반테 FC와 힘나스티코 FC가 하나로 통합되면서 "레반테 체육 연합"(Levante Unión Deportiva)이 되었다. 이로 인해 레반테는 발렌시아에서 가장 오래된 축구 구단이기도 하다. 왜냐 하면 이웃 경쟁 구단 발렌시아는 1919년이 되어서야 창단했기 때문이었다.

### 배경
레반테 축구단 - (1909–1939) → ↓
레반테 축구단 - 힘나스티코 축구단, 이후 레반테 체육 연합(Levante Unión Deportiva)으로 개칭- (1939–현재)
힘나스티코 축구단 - (1909–1939) → ↑

### 코파 데 라 에스파냐 리브레
스페인 내전 당시 레반테와 힘나스티코는 지중해 리그에 참가했는데, 각각 리그 5위와 6위를 기록했다. 이 대회에 참가한 구단들 중 상위 4개 구단이 대회에 참가할 예정이었다. 코파 데 라 에스파냐 리브레(스페인어: Copa de la España Libre, 자유 스페인 컵)에서는 본래 상위 4개 구단이 참가할 예정이었으나, 바르셀로나는 멕시코와 미국 순회 친선전을 하기로 결정했다. 그에 따라, 레반테 축구단이 이 자리를 대신 가져갔다. 이 대회는 소규모 리그전을 펼쳐 지역 상위 2개 구단인  레반테와 발렌시아도 참가했고, 이어지는 1937년 6월 18일, 레반테는 지역 숙적을 몬주이크에서 1-0으로 이겼다.

## 시즌
| 시즌    | 리그 | 순위 |
| ------- | ---- | ---- |
| 1929–30 | 3부  | 2위  |
| 1930–31 | 3부  | 6위  |
| 1931–32 | 3부  | 1위  |
| 1932–33 | 3부  | 4위  |
| 1933–34 | 3부  | 5위  |
| 1934–35 | 2부  | 3위  |
| 1935–36 | 2    | 3위  |

- 테르세라 디비시온에서 5 시즌
- 세군다 디비시온에서 2시즌

## 수상
- 코파 델 레이 4강: 1935

## 유니폼 변천사
|  |  |